# Клён чёрный
Клён чёрный (лат. Acer nigrum) — вид рода Клён семейства Сапиндовые. Близкий родственник A. saccharum (сахарный клён) и рассматривается некоторыми авторами как подвид этого вида (Acer saccharum subsp. nigrum).
Идентификация вида очень затруднена из-за тенденции обоих видов к образованию гибридов. Самое очевидное различие между двумя видами — количество лопастей листьев: у чёрного клёна листья трёхлопастные, у сахарного клёна — пятилопастные. Листья чёрного клёна внешне выглядят, как правило, «обвисшими». Другие, менее выраженные приметы чёрного клёна включают тёмную, более бороздчатую кору, немного меньшие семена и толстые листовые черешки. Гибриды занимают промежуточное положение по своим характеристикам.

## Размер
Зрелый чёрный клён может достигать в высоту 21–34(40), со стволом 100–120 см в диаметре, с чёрной, глубоко трещиноватой корой.
Побеги в молодости опушенные, позже оголяющиеся, годовалые оранжево-коричневые. 
Листья 3-, реже 5-лопастные с 5 главными жилками, до 10–14 см шириной, с глубоко сердцевидным основанием, с заостренными цельными или тупо зубчатыми лопастями с несколько загнутыми вниз краями, сверху тускло-зеленые, снизу светлее, желтовато- зеленые и опушенные, осенью желтые. Черешки опушённые, 8-12 см длиной.
Цветки жёлто-зелёные, около 4 мм дл., на тонких волосистых цветоножках, в почти сидячих, многоцветковых щитках.
Плоды — крылатки 3–4 см длиной, расходящиеся под острым углом или почти параллельные, голые.
Цветение в апреле, плодоношение в сентябре.

## Распространение
Ареал A. nigrum немного более ограничен, чем ареал A. saccharum, охватывая большую часть Среднего Запада США, часть Восточных США и юго-восток Канады в южной части провинции Онтарио.

## Хозяйственное значение и применение
Этот вид используется аналогично A. saccharum: для получения древесины, для озеленения и для производства кленового сиропа.